# Dorina Mocan
Dorina Mocan, född 1954 i Târgu Mureș, är en rumänsk-svensk bildkonstnär bosatt i Sverige.

## Biografi
Dorina Mocan är född och uppvuxen i staden Târgu Mureș, Transsylvanien, Rumänien. Mellan åren 1965-1969 studerade hon konst i hemstadens konstskola, för att sedan börja på konst- och musikgymnasiet i Târgu Mureș. År 1973 började Mocan på konsthögskolan i Cluj-Napoca, Rumänien. År 1977 erhöll hon magisterexamen i konstnärlig formgivning med inriktning måleri. År 1981 flyttade Mocan till Sverige och är sedan dess bosatt och verksam i Upplands Väsby, Stockholm och Uttersberg, Västmanland.
Dorina Mocan har haft separatutställningar på bland annat Galleri Baggen i Stockholm (1998, 2001) och Galleri Linné i Uppsala (2001, 2007, 2010) samt samlingsutställningar på bland annat Liljevalchs konsthall i Stockholm (1983, 1986, 1987, 1989, 1991, 1993). Mocan har även ställt ut i länder såsom Danmark, Tyskland, Mexico, Norge, Sydkorea, Polen, England, Kina, Singapore mm.
2017 tilldelades Mocan tredjepriset i den internationella porträttävlingen Portrait Now ! vid Frederiksborgs Slott i Danmark för sitt verk "Sara and her entourage". Tävlingen arrangeras vartannat år och är ett samarbete mellan det Nationalhistoriska Museet i Danmark och Carlsbergfonden.
Mocan är medlem i KRO (Konstnärernas Riksorganisation) och IAA (International Association of Art). 